# Prêmio Saci

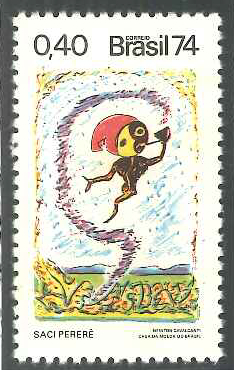
Ein Saci auf einer Briefmarke von 1974

Der Prêmio Saci war ein brasilianischer Film- und Theaterpreis. Ab 1951 wurde er jährlich von der Tageszeitung O Estado de S. Paulo vergeben. Ende der 1960er Jahre wurde die Preisvergabe eingestellt.
Die Trophäe war der Saci, eine berühmte Figur der brasilianischen Folklore, die von einem Leser im Rahmen eines von der Zeitung eröffneten Wettbewerbs vorgeschlagen wurde. Die Trophäe wurde von dem bildenden Künstler Victor Brecheret geformt.

## Preisträger
Zu den Preisträgern zählen:
- Inezita Barroso (1953 und 1955)
- Tônia Carrero
- Walmor Chagas (1956)
- Cyro Del Nero[3]
- Jorge Dória[4]
- Ferreira Gullar (1966)
- Odete Lara (1957)
- Nydia Licia[5]
- Osvaldo Moles
- Rachel de Queiroz (1954), für ihre Arbeit im Film Luz Apagada
- Mário Sérgio (1953)
- Ruth de Souza
- Nadja Tiller (1963), für Moral 63
- Eva Wilma[6]